# گواردامار دل سگورا
گواردامار دِل سِگورا (به اسپانیایی: Guardamar del Segura) دهستانی در استان آلیکانتهٔ اسپانیا است.
در این دهستان ۱۶٬۸۶۳ نفر زندگی می‌کنند. مساحت این دهستان ۳۵٫۵۸ کیلومتر مربع است.